# Psychotria hawaiiensis
Psychotria hawaiiensis là một loài thực vật có hoa trong họ Thiến thảo. Loài này được (A.Gray) Fosberg miêu tả khoa học đầu tiên năm 1962.

## Hình ảnh

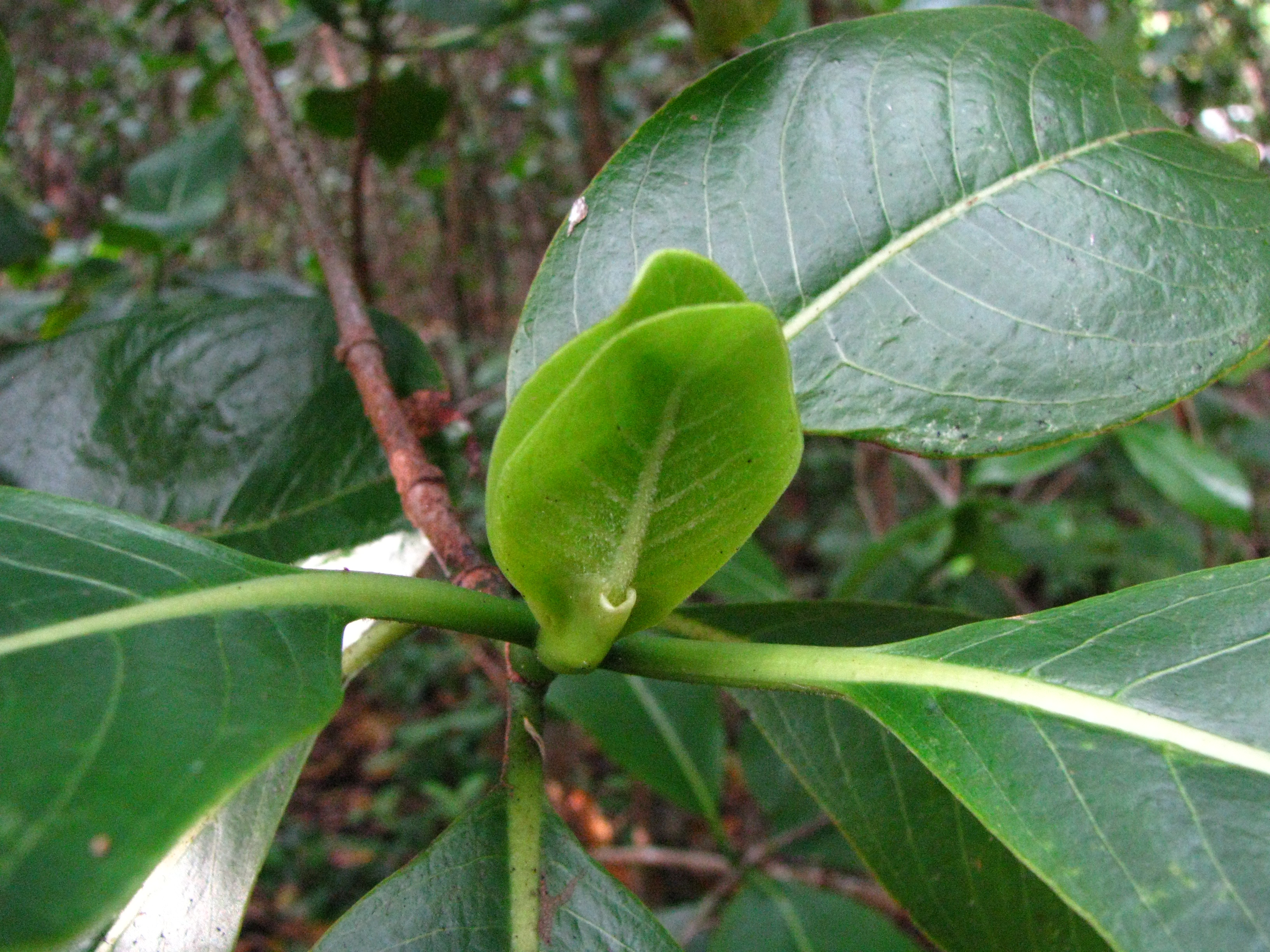
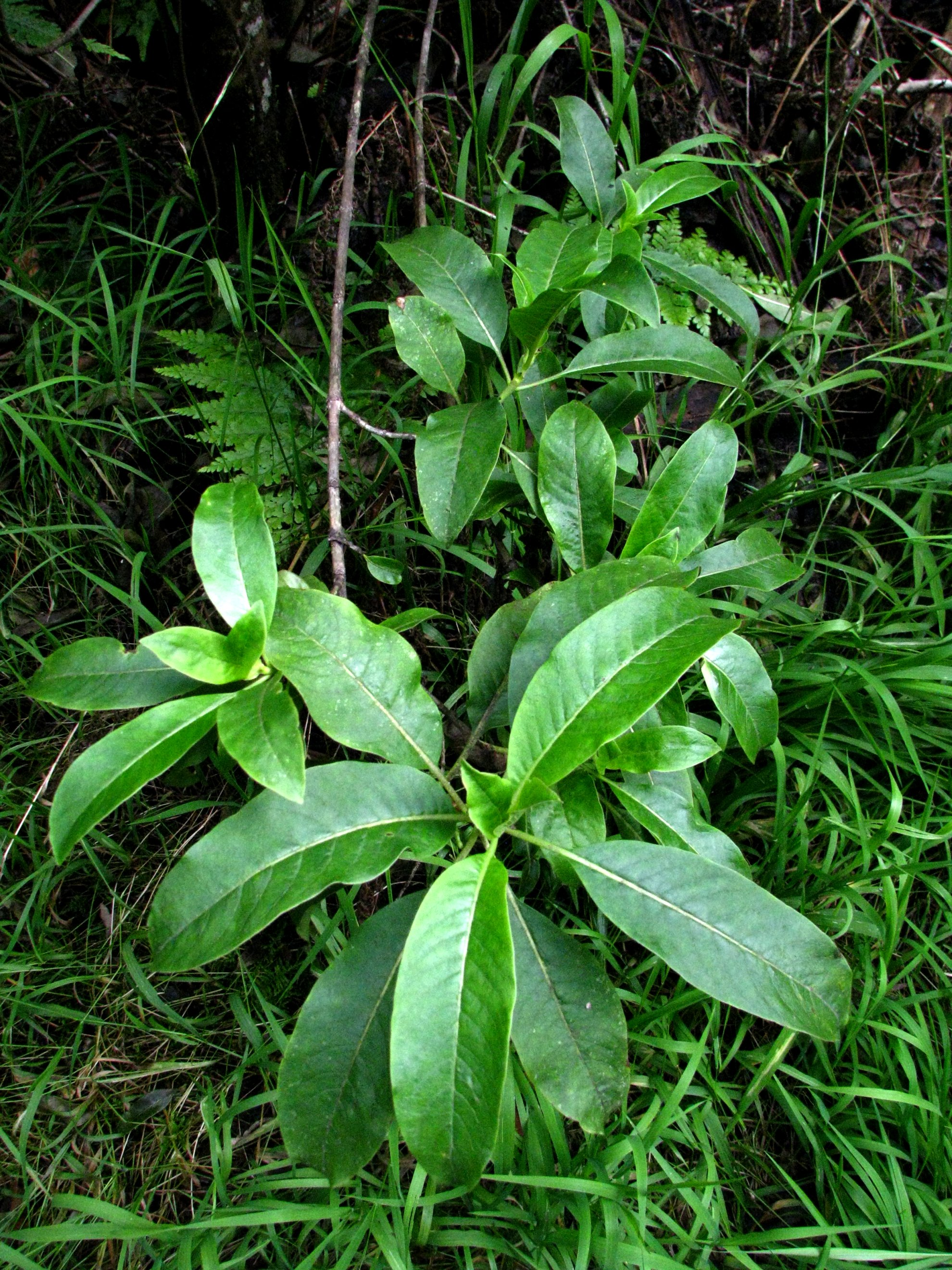
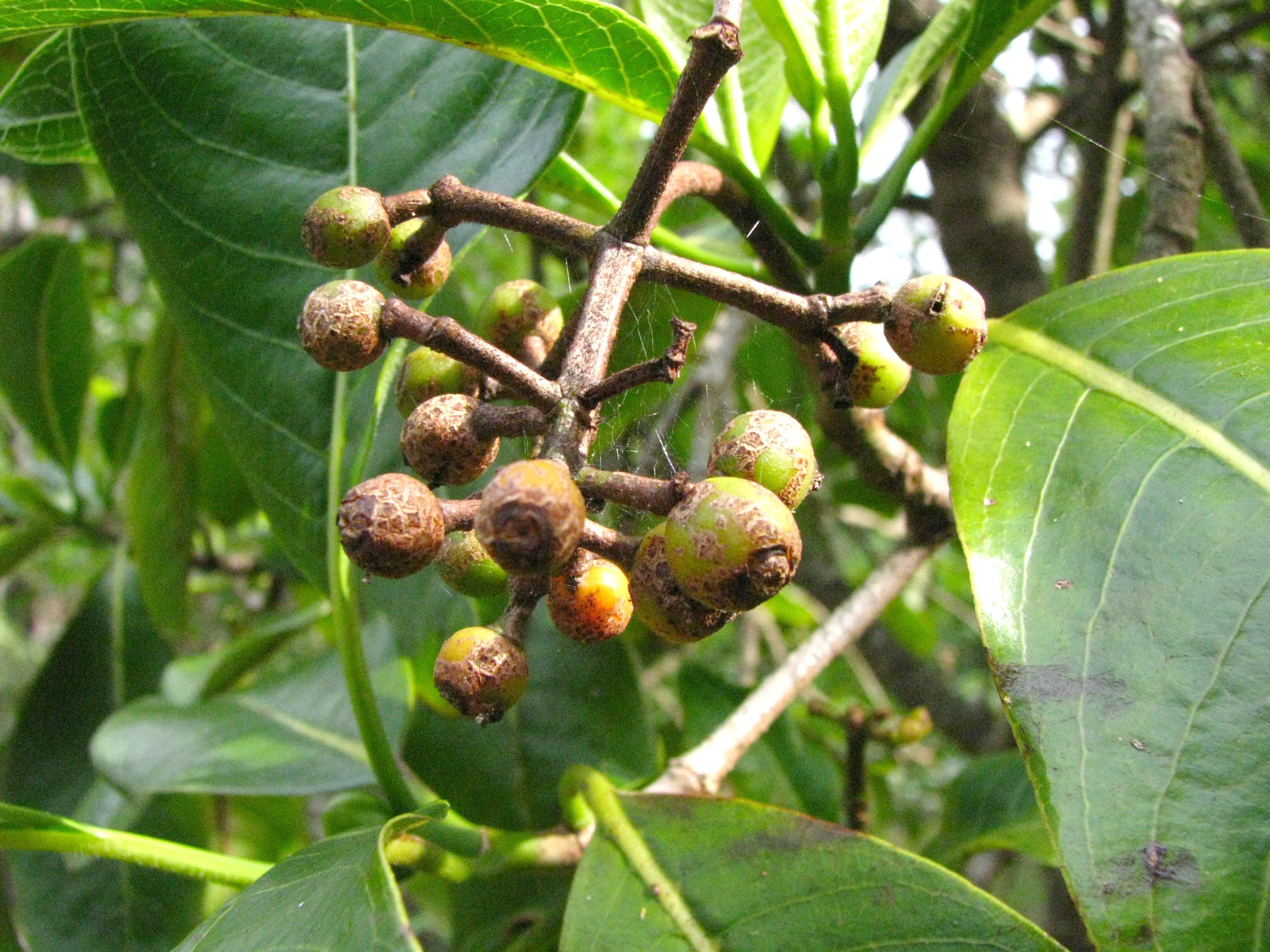
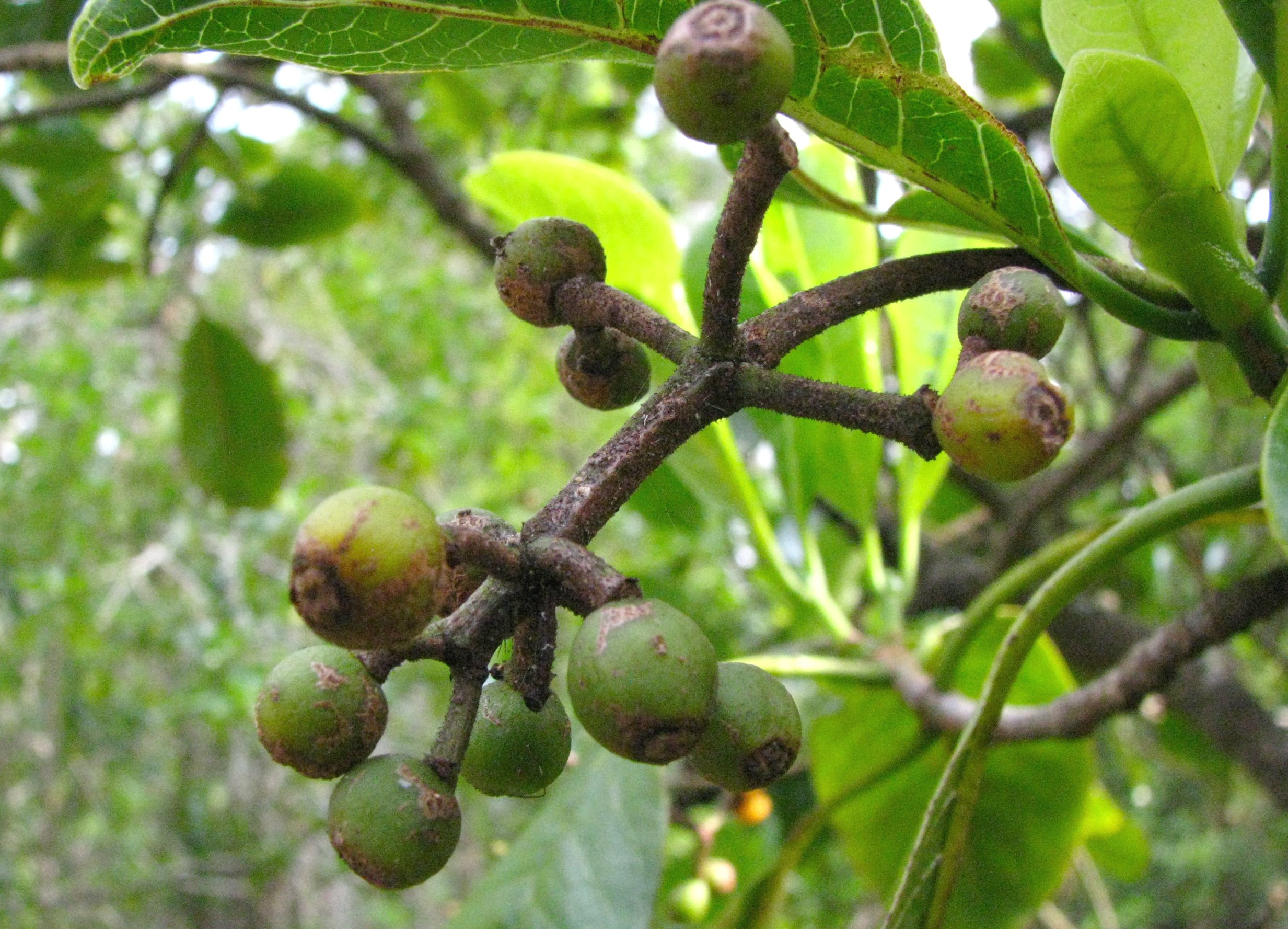